# Селбах Ферхайр
Селбі (Селбі мак Ферхайр; гельської. Selbach mac Ferchair; помер в 730) — король гельського королівства Дал Ріада, правив з 700 по 723 рік.

## Біографія
Селбі був молодшим сином короля Дал Ріад Ферхара II із клану Кенел Лоарн. У 698 році він підняв заколот і скинув свого брата Ейнбкеллаха, таким чином ставши правителем земель Кенел Лоарн. У 700 році, після загибелі короля Фіаннамайла, Селбаху вдалося стати і єдиновладним правителем Дал Ріада.
"Пісня скоттів (англ.) «Аннали Ульстера» і «Аннали Тігернаха» зберегли згадки про багато битв за участю Селбаха. Повідомляється, що в 701 році він зруйнував Замок Даноллі, але відновив його через тринадцять років. У 704 році військо скоттів було розбите в Глен-Лімні, а потім двічі перемогло бриттів Алт Клуіта: в 711 році при Лорг-Екклете в долині Ливена і в 717 році біля скелі Мунуірк. Проте ім'я Селбаха не згадується при описі цих подій анналами. у вересні 719 року Селбі знову бився проти Ейнбкеллаха з Ірландії і вбив його. Місяць потому відбулася морська битва біля Ард Несбі між флотом Кенел Лоарн, очолюваним Селбахом, і флотом Кенел Габран, яким керував Дунхадом Беком. У цій битві Дунхад здобув перемогу, але незабаром помер, залишивши Селбаха єдиним правителем Дал Ріада.
У 723 році Селбі відрікся від трону на користь сина Дунгана і пішов у монастир. Однак в 727 році він згадується як учасник боротьби проти Еохайда III. Кончина Селбаха датується 730 роком.